# 더 투 두 리스트
《더 투 두 리스트》(영어: The To Do List)는 미국에서 제작된 매기 케리 감독의 2013년 로맨틱 코미디 영화이다. 오브리 플라자 등이 출연하였고, 제니퍼 토드 등이 제작에 참여하였다.

## 출연
- 오브리 플라자
- 조니 시먼스
- 빌 헤이더
- 스콧 포터
- 앨리아 쇼캣
- 세라 스틸
- 레이철 빌슨
- 크리스토퍼 민츠플라스
- 앤디 샘버그
- 코니 브리턴
- 클라크 그레그
- 도널드 글러버
- 애덤 팰리
- 잭 맥브레이어
- 놀런 굴드
- 브라이스 클라이드 젱킨스
- 브라이언 허스키
- D.C. 피어슨
- 도미닉 더커스
- 리즈 캐카우스키
- 로런 랩커스

## 기타 제작진
- 총괄 제작: 마크 고든, 톰 러샐리
- 공동 제작: 크리스 패니존
- 배역: 셰릴 러빈